# 沈中阳
沈中阳（1962年11月—），汉族，辽宁沈阳人，中华人民共和国政治人物，全国政协委员。
担任农工党中央常委、天津市委副主委、天津市第一中心医院院长。2008年，当选第十一届全国政协委员，代表医药卫生界，分入第四十五组。2018年1月，当选中国人民政治协商会议第十三届全国委员会委员。2020年，沈中阳的中国人民政治协商会议第十三届全国委员会常务委员、委员资格被撤銷。